# توت خرس
توت خرس یا کرنبری چند گونه از درختچه‌های کوتاه یا بوته‌های روندهٔ همیشه سبز هستند و در زیرسرده سیاه‌گیله جای می‌گیرند. میوه این توت ابتدا سفید و پس از رسیدن قرمز می‌شود؛ مزهٔ ترش دارد و خوراکی است.
توت‌های خرس در خاک باتلاقی اسیدی سرتاسر مناطق خنک نیم‌کره شمالی می‌رویند. این گیاهان درختچه‌های کوتاه یا بوته رونده کوتاهی به درازای ۲ متر و ارتفاع ۵ تا ۲۰ سانتی‌متر دارند و ساقه آن‌ها باریک است و چوب ضخیمی ندارد. برگ‌های ریز همیشه سبز دارند و گل‌هایشان اغلب صورتی‌رنگ است و مادگی و پرچم آنها کاملاً نمایان است. میوهٔ آن ستهٔ قرمز رنگ و از برگ‌های گیاه بزرگ‌تر است.

## کشت
توت خرس در آمریکا و کانادا به شکل تجاری کشت می‌شوند، میوه‌هایشان به صورت تازه مصرف می‌شوند یا از آنها برای تهیه آب‌میوه، سس، مربا، و خشکبار (کرنبری خشک) استفاده می‌شود.
این میوه به‌طور گسترده برای مصارف تجاری در ایالت‌های شمالی در کشور ایالات متحده کشت می‌شود. ماساچوست بزرگ‌ترین ایالت تولیدکننده کرنبری است و ایالت‌های ویسکانسین، نیوجرسی، واشینگتن و اورگون در رتبه‌های بعدی قرار دارند. کشت توت خرس در سراسر کانادا نیز رایج است. برداشت محصول کرنبری بین دو مناسبت روز کارگر و جشن هالوین صورت می‌گیرد و اوج فصل خرید و فروش آن از ماه اکتبر تا پایان ماه دسامبر است.

## کاربردهای پزشکی
کرنبری به صورت خام، آبمیوه، کپسول یا قرص در دسترس است که براساس مطالعات انجام شده در عفونت‌های ادراری راجعه به خصوص در زنان به عنوان مکمل درمانی OTC مصرف می‌شود. طبق آخرین مطالعات در رفرنس UptoDate در بالین کرنبری نمی‌تواند اثرات مفیدی در کاهش عفونت‌های ادراری داشته باشد و فقط در شرایط آزمایشگاهی (برون‌تنی) اثرات مفیدی را در برابر اتصال باکتری‌های عامل عفونت ادراری به سلول‌های دستگاه ادراری تناسلی نشان داده است.
از جمله عوارض عمدهٔ مصرف کرنبری می‌توان به چاقی، اسهال و پوسیدگی دندان (در هر شکل دارویی) و تشکیل سنگ‌های کلیه در مصرف طولانی مدت اشاره کرد.

## نگارخانه

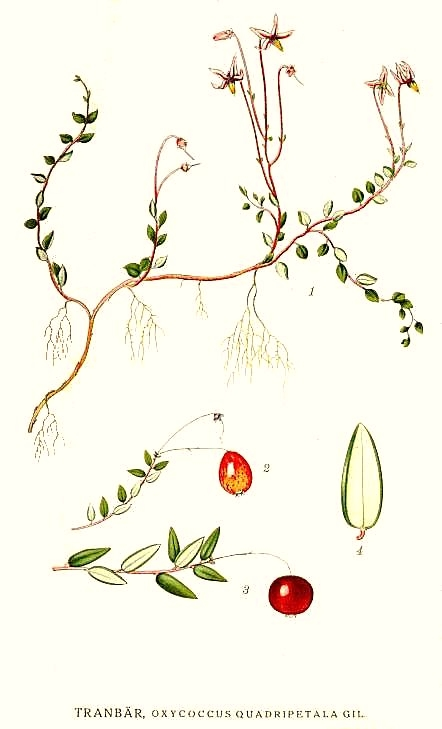
طرحی از گیاه کرنبری
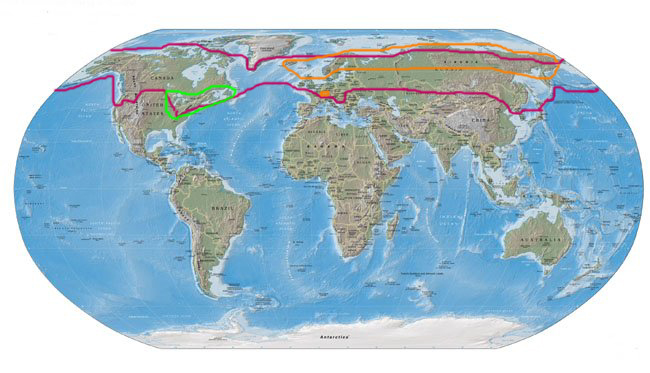
نقشه تقریبی منطقه رویش کرنبری
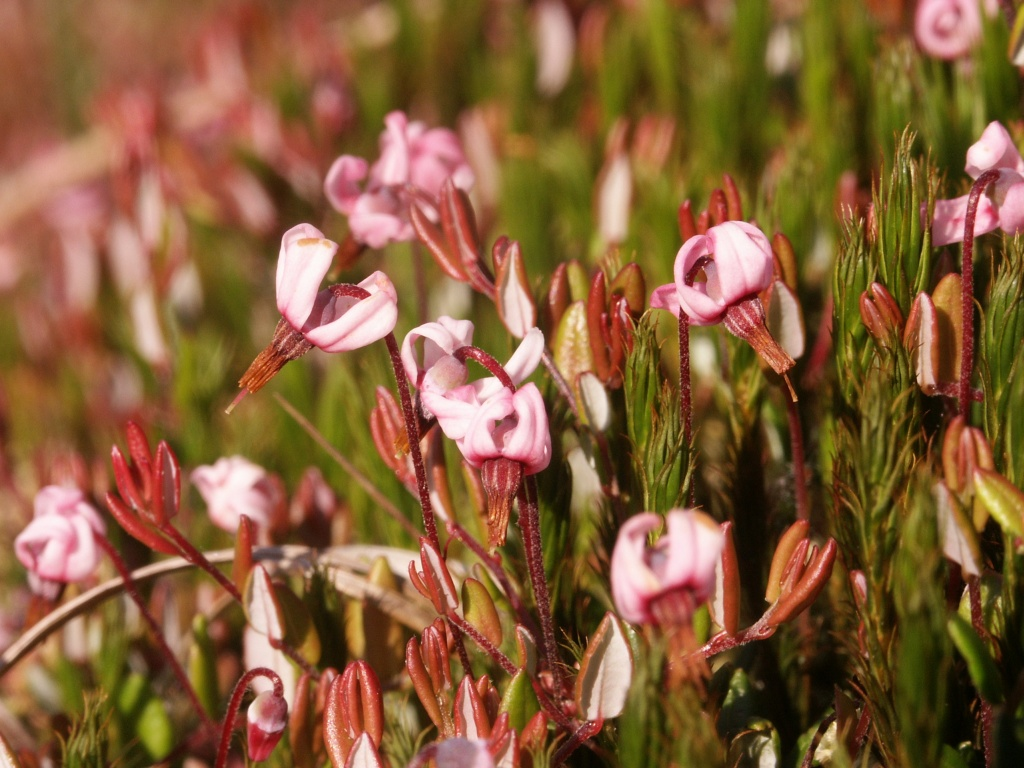
گل‌های یک گونه کرنبری
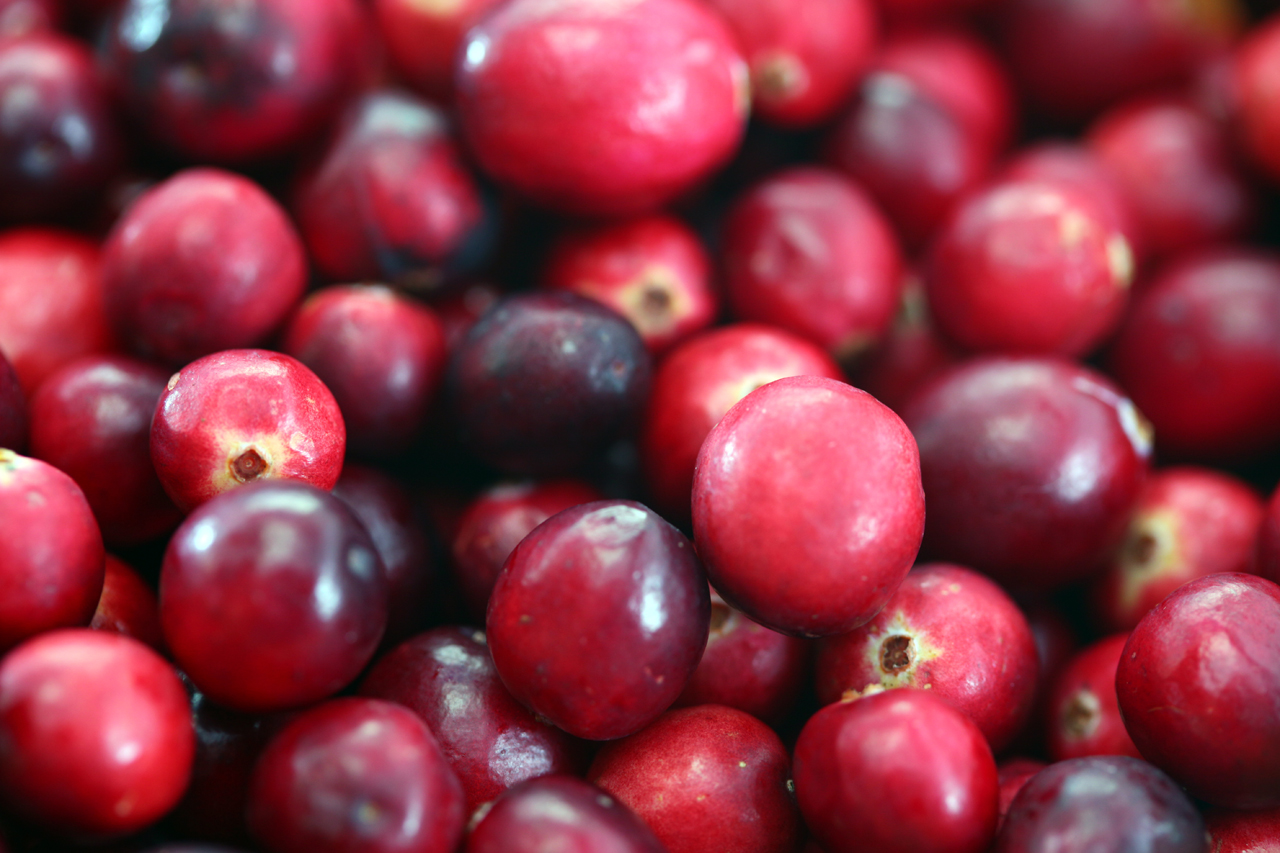
میوه کرنبری
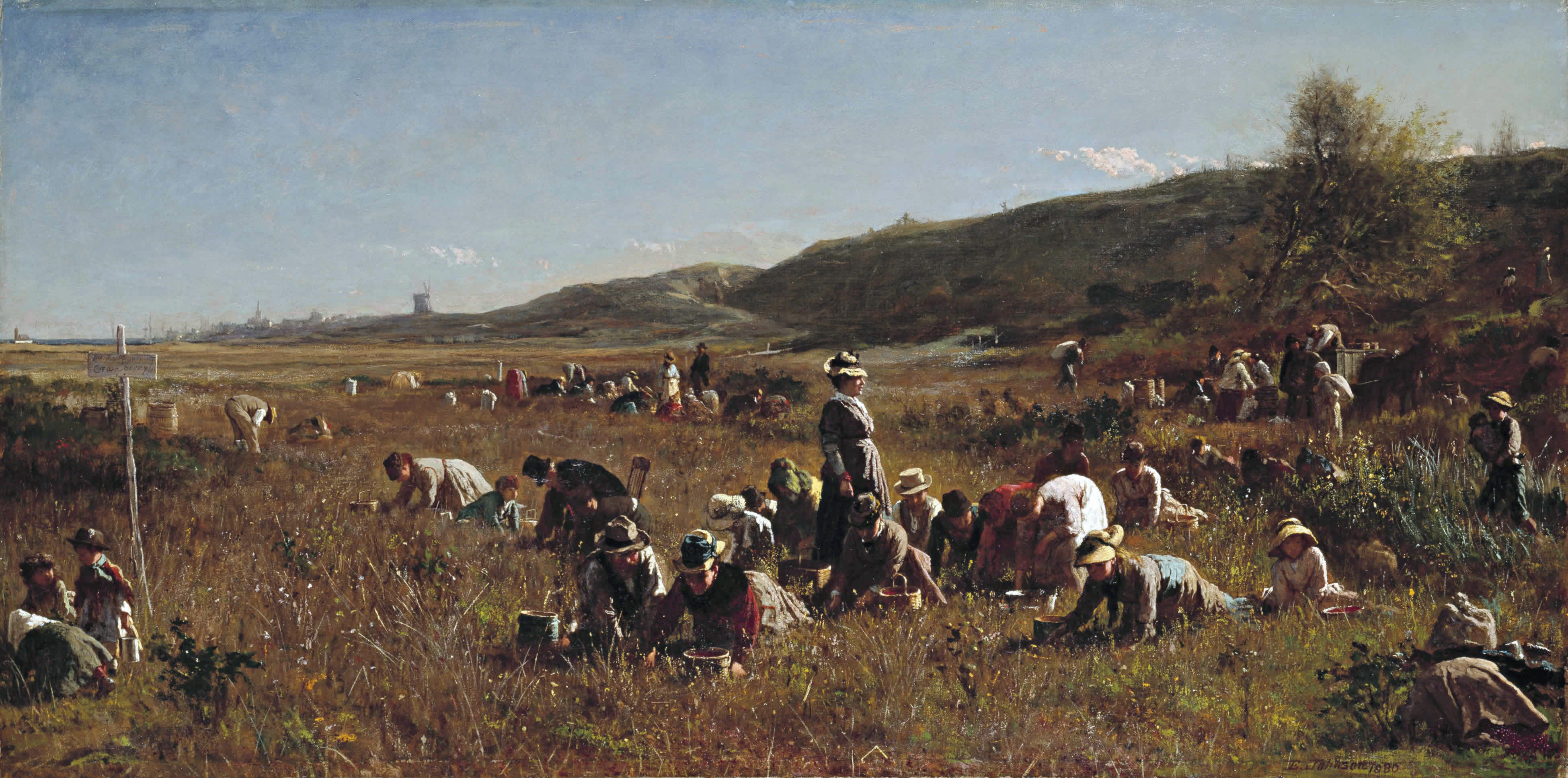
کشت کرنبری
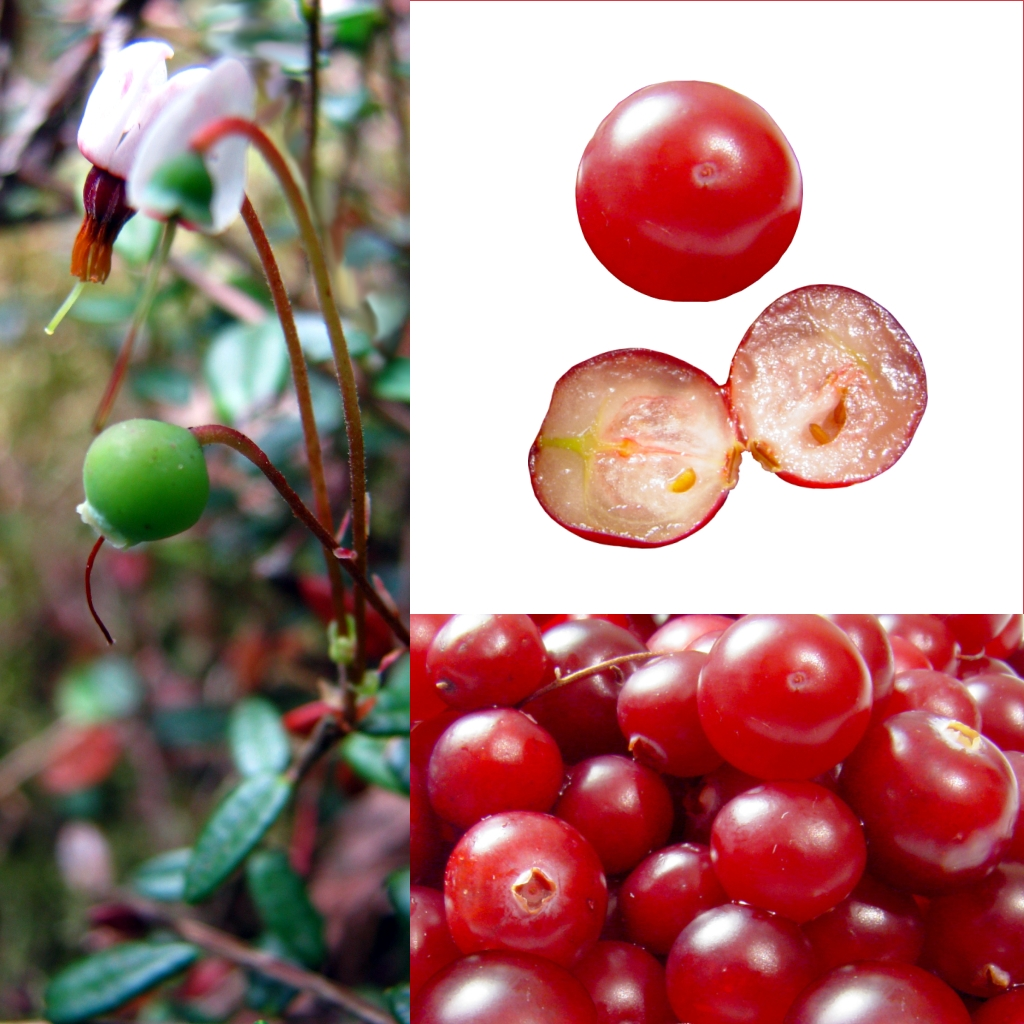
مقایسهٔ میوهٔ نرسیده و میوهٔ رسیده